# الهادي (أسماء الله الحسنى)
الهادي هو اسم من أسماء الله الحسنى﴿وَكَذَلِكَ جَعَلْنَا لِكُلِّ نَبِيٍّ عَدُوًّا مِنَ الْمُجْرِمِينَ وَكَفَى بِرَبِّكَ هَادِيًا وَنَصِيرًا ۝٣١﴾ [الفرقان:31]والهادي هو الذي هدى ومنَّ بهدايته على من يشاء من عباده، ودل خلقه على معرفته بربوبيته وأسمائه وصفاته وألوهيته، ودلهم على سبيل النجاة، وهو الإسلام واتباع الرسول.قال ابن الأثير: هو الذي بصّر عباده وعرّفهم طريق معرفته حتى أقروا بربوبيته، وهدى كل مخلوق إلى ما لا بد له منه في بقائه ودوام وجوده. فيدلّ هذا الاسم على أنّه تعالى يخصّ من يشاء من يشاء من عباده بمعرفته والدلالة على توحيده. وأنّه يهدي جميع الخلائق إلى جلب مصالحها ودفع مضارّها. ورد اسم الله الهادي في آيتين من القرآن الكريم، وهما في قوله تعالى ﴿وَلِيَعْلَمَ الَّذِينَ أُوتُوا الْعِلْمَ أَنَّهُ الْحَقُّ مِنْ رَبِّكَ فَيُؤْمِنُوا بِهِ فَتُخْبِتَ لَهُ قُلُوبُهُمْ وَإِنَّ اللَّهَ لَهَادِ الَّذِينَ آمَنُوا إِلَى صِرَاطٍ مُسْتَقِيمٍ ۝٥٤﴾ [الحج:54]، وفي قوله تعالى ﴿وَكَذَلِكَ جَعَلْنَا لِكُلِّ نَبِيٍّ عَدُوًّا مِنَ الْمُجْرِمِينَ وَكَفَى بِرَبِّكَ هَادِيًا وَنَصِيرًا ۝٣١﴾ [الفرقان:31]. ولم يردْ في السنة النبوية.

## التعريف باسم الله (الهادي)

### تعريف اسم الله الهادي لغة
- قال ابن فارس: الهادي من الجذر (هَدَيَ) وأصله يدلّ على التقدم للإرشاد، هديته الطريق هداية، أي تقدمته لأرشده. وكل متقدّم لذلك هاد. والهدى: خلاف الضلالة.[5]
- قال ابن الأثير: هو الذي بصّر عباده وعرّفهم طريق معرفته حتى أقروا بربوبيته، وهدى كل مخلوق إلى ما لا بد له منه في بقائه ودوام وجوده.[1]
- وهَداه يَهْدِيه هِدَايةً، إِذا دَلَّه على الطَّرِيق.[6] والهداية دلالة بلطف.[7] ويقال: هديتُه الطريق أهديه هداية، وهديته إلى الطريق وللطريق، وهداه الله إلى الإيمان هدىً، والهدى البيان.[8] والهدى: الرشاد والدلالة، والمهدي: الذي قد هداه الله إلى الحق. والمعنى المحوري للجذر (هدي) تبيّن الوجهة أو تبيينها بالتقدم أو الكشف، ومن دلالة التّقدّم للتّوجيه إلى المراد عُبِّر بالتركيب عن الدلالة، والهادي: الدّليل؛ لأنّه يَقْدُم القوم نحو وجهتهم ليدلّهم. وهداه: تقدّمه. والهدى: الرشاد والدلالة ضد الضلال.[9]

### تعريف اسم الله الهادي اصطلاحاً
الهادي من أسماء الله تعالى الحسنى: "هو الذي بصّر عباده وعرّفهم طريق معرفته حتى أقروا بربوبيته، وهدى كل مخلوق إلى ما لا بد له منه في بقائه ودوام وجوده". فالله تعالى هو يهدي عباده إليه، ويدلهم عليه، وعلى سبيل الخير والأعمال الصّالحة. كما أنّه يهدي عباده ويرشدهم إلى جميع المنافع وإلى دفع المضار، ويلهمهم التقوى ويجعل قلوبهم منيبة إليه منقادة لأمره. أي: الذين يهدي ويرشد عباده إلى جميع المنافع، وإلى دفع المضار وما لا يعلمون، ويهديهم لهداية التوفيق والتسديد، ويُلْهِمُهُم التقوى، ويجعل قلوبهم منيبة إليه، منقادة لأمره.

## أنواع الهداية
قال ابن القيم: " والهداية: هي دلالةٌ بلُطفٍ، وهداية اللَّه تعالى للإنسان على أربعة أوجه :
- الأول: أحدها: الهداية العامة المشتركة بين الخلق، المذكورة في قوله:﴿قَالَ رَبُّنَا الَّذِي أَعْطَى كُلَّ شَيْءٍ خَلْقَهُ ثُمَّ هَدَى ۝٥٠﴾ [طه:50]. أي أعطى كل شيء صورته التي لا يشتبه فيها بغيره وأعطى كل عضو شكله وهيئته وأعطى كل موجود خلقه المختص به ثم هداه إلى ما خلقه له من الأعمال.
- الثاني:هداية البيان والدلالة والتعريف لِنَجْدَي الخير والشر، وطريقي النجاة والهلاك، وهذه الهداية لا تستلزم الهدى التام، فإنها سبب وشرط لا موجب، ولهذا ينتفي الهدى معها، كقوله تعالى:﴿وَأَمَّا ثَمُودُ فَهَدَيْنَاهُمْ فَاسْتَحَبُّوا الْعَمَى عَلَى الْهُدَى فَأَخَذَتْهُمْ صَاعِقَةُ الْعَذَابِ الْهُونِ بِمَا كَانُوا يَكْسِبُونَ ۝١٧﴾ [فصلت:17]أي بينا لهم وأرشدناهم ودللناهم فلم يهتدوا.
- النوع الثالث: هداية التوفيق والإلهام وهي الهداية المستلزمة للاهتداء فلا يتخلف عنها وهي المذكورة في قوله: {يضل من يشاء ويهدي من يشاء} وفي قوله: {إن تحرص على هداهم فإن الله لا يهدي من يضل} وفي قول النبي صلى الله عليه وسلم: "من يهد الله فلا مضل له ومن يضلل فلا هادي له " رواه مسلم.
- النوع الرابع: غاية هذه الهداية وهي الهداية إلى الجنة والنار إذا سيق أهلهما إليهما قال تعالى: {إن الذين آمنوا وعملوا الصالحات يهديهم ربهم بإيمانهم تجري من تحتهم الأنهار في جنات النعيم} وقال أهل الجنة فيها: {الحمد لله الذي هدانا لهذا} وقال تعالى عن أهل النار: {احشروا الذين ظلموا وأزواجهم وما كانوا يعبدون من دون الله فاهدوهم إلى صراط الجحيم}[14]
- وعليه؛ فإنّ الهداية المسؤولة في قوله: {اهدنا الصراط المستقيم} تتناول النّوع الثاني والثالث خاصة، فهي طلب التعريف والبيان والإرشاد والتوفيق والإلهام.[15]

## الهادي في القرآن والسُنَّة النبوية

### في القرآن
- ورد اسم الله الهادي في آيتين من القرآن الكريم، وهما:

قوله تعالى: ﴿وَلِيَعْلَمَ الَّذِينَ أُوتُوا الْعِلْمَ أَنَّهُ الْحَقُّ مِنْ رَبِّكَ فَيُؤْمِنُوا بِهِ فَتُخْبِتَ لَهُ قُلُوبُهُمْ وَإِنَّ اللَّهَ لَهَادِ الَّذِينَ آمَنُوا إِلَى صِرَاطٍ مُسْتَقِيمٍ ۝٥٤﴾ [الحج:54]، وفي قوله تعالى ﴿وَكَذَلِكَ جَعَلْنَا لِكُلِّ نَبِيٍّ عَدُوًّا مِنَ الْمُجْرِمِينَ وَكَفَى بِرَبِّكَ هَادِيًا وَنَصِيرًا ۝٣١﴾ [الفرقان:31]
- وقد ورد معنى الهداية بصيغة الفعل كثيرًا، وكلّها تحصر معنى الهداية في الله تعالى.
- ومعنى الهادي في قوله تعالى: ﴿وَلِيَعْلَمَ الَّذِينَ أُوتُوا الْعِلْمَ أَنَّهُ الْحَقُّ مِنْ رَبِّكَ فَيُؤْمِنُوا بِهِ فَتُخْبِتَ لَهُ قُلُوبُهُمْ وَإِنَّ اللَّهَ لَهَادِ الَّذِينَ آمَنُوا إِلَى صِرَاطٍ مُسْتَقِيمٍ ۝٥٤﴾ [الحج:54]. أي أنّ الله تعالى لمرشد المؤمنين، وموفّقهم إلى الحق الواضح، وحفظ أصول الدين الصحيحة في نفوسهم، والعمل بها ما استطاعوا إلى ذلك سبيلا. فالله عزّ وجلّ يهدى الذين آمنوا إلى تأويل ما تشابه من الدين، وتفصيل ما أجمل منه، فلا تلحقهم حيرة، ولا تعتريهم شبهة، ولا تزلزل أقدامهم الأباطيل.[16] ومعناه في قوله جلّ شأنه: {وَكَفَى بِرَبِّكَ هَادِيًا وَنَصِيرًا} [الفرقان: 31]. أي "وكفاك يا محمد بربك هاديا يهديك إلى الحقّ، ويبصرك الرشد".[17]
- نفي الهداية : ورد في القرآن نفي الهداية كقوله تعالى: {‌وَاللَّهُ ‌لَا ‌يَهْدِي الْقَوْمَ الظَّالِمِينَ}[البقرة: 258]، والمراد بها النّوع الثّالث التي هي التوفيق الذى يختص به المهتدون.[18]

### في السُنّة
أمّا في السنّة الّبوية فلم يرد اسم الله الهادي.

## الآثار الإيمانية والسّلوكيّة من اسم الله (الهادي)
الآثار الإيمانية والسّلوكيّة المترتّبة على الإيمان باسم الله تعالى الهادي:
1. محبّة الله عزّ وجل وتعظيمه: فقد أعطى كلّ شيء خلْقه، وهداه إلى ما لا بد منه في قضاء حاجاته. وأعظم من ذلك هدايته سبحانه لعباده بإنزال الكتب وإرسال الرسل لبيان سبيل الهدى والحق والتحذير من الضلال ووضع في الكون الآيات التي تدل العباد عليه وتعرفهم به تعالى.
2. سؤال الهداية من الله: انحصار الهداية والتوفيق بالله تعالى يشعر العبد بافتقاره إلى ربه عز وجل في طلب الهداية والعون عليها وهذا يثير في العبد التضرع إلى الله سبحانه وتعالى أن يهديه ويثبته ويوفقه. والهداية أكبر نعمة ينعم به الله تعالى على عباده إذا كل نعمة دونها زائلة، وبقدر هداية الله للعبد تكون سعادته في الدنيا ويطيب عيشه فيها، وفي الآخرة ينال الفوز والدرجة العالية.
3. سعي المؤمن إلى أن يكون هاديا إلى الله تعالى داعيا إلى صراطه المستقيم بنشر العلم وإرشاد الناس إلى الحق وتحذيرهم من الضلال والباطل الذي يؤدي إلى سخط الله وغضبه.[19] فمن آداب المؤمن مع اسم الله تعالى الهادي أن يكون داعيا إلى الله تبارك وتعالى مقتديًا بسنة النبي صلى الله عليه وسلم، ملتزما قول الله تعالى: ﴿قُلْ هَذِهِ سَبِيلِي أَدْعُو إِلَى اللَّهِ عَلَى بَصِيرَةٍ أَنَا وَمَنِ اتَّبَعَنِي وَسُبْحَانَ اللَّهِ وَمَا أَنَا مِنَ الْمُشْرِكِينَ ۝١٠٨﴾ [يوسف:108]، والمسلم يتلو قول الله تعالى كلّ يوم :﴿اهْدِنَا الصِّرَاطَ الْمُسْتَقِيمَ ۝٦﴾ [الفاتحة:6] فيوقن أن الهداية بيده سبحانه، فيعمل على دعوة النّاس حتّى يكون هاديا مهديا.[20]

## وصف المخلوق بالهادي
الهداية إلى الحقّ فعل خاصّ بالله تعالى، وتطلق على الأنبياء والعلماء الذين يرشدون الخلق إلى السعادة في الدّار الآخرة، ويهدونهم إلى صراط الله المستقيم، والحقّ أنّ الله هو الذي يهدي النّاس بما يجري على ألسنة الدّعاة؛ فهم مسخرون تحت قدرته وتدبيره. فالإنسان يقدر أن ‌يهدى ‌بالدعاء ‌وتعريف ‌الطرق وإلى أشار بقوله: {وإنك لتهدي إلى صراط مستقيم} ، وبقوله: {ولكل قوم هاد} . ولكنّه لا يقدر على ما سوى ذلك من الهدايات وإليه أشار بقوله: {إنك لا تهدي من أحببت}.

## روابط خارجية
- معنى اسم الهادي